# Ковалево (Куявсько-Поморське воєводство)
Ковалево (пол. Kowalewo, нім. Grünhagen) — село в Польщі, у гміні Шубін Накельського повіту Куявсько-Поморського воєводства.
Населення — 655 осіб (2011).
У 1975-1998 роках село належало до Бидгощського воєводства.

## Демографія
Демографічна структура станом на 31 березня 2011 року:
|          | Загалом | Допрацездатний вік | Працездатний вік | Постпрацездатний вік |
| -------- | ------- | ------------------ | ---------------- | -------------------- |
| Чоловіки | 315     | 65                 | 231              | 19                   |
| Жінки    | 340     | 73                 | 223              | 44                   |
| Разом    | 655     | 138                | 454              | 63                   |